# Gefängnis Diyarbakır
Das Gefängnis Diyarbakır (türkisch Diyarbakır Cezaevi, kurdisch Zîndana Amedê) ist ein türkisches Gefängnis in der südostanatolischen Stadt Diyarbakır. Die britische Tageszeitung The Times zählte das Gefängnis zu den „zehn berüchtigtsten Gefängnissen der Welt“.  Durch die brutalen Foltermethoden erhielt das Gefängnis den Namen „Die Hölle von Diyarbakir“  (tr: Diyarbakır cehennemi) oder „Hölle Nr. 5“. Die Zahl 5 bezeichnet dabei, dass es sich um das fünfte Gefängnis in Diyarbakir handelt.
Das Gefängnis wurde 1980 vom türkischen Justizministerium gebaut und am 12. September 1980, am Tag des Militärputsches in der Türkei, der militärischen Verwaltung übergeben und zu einem Militärgefängnis im Kriegsrecht (türkisch Sıkıyönetim Askeri Cezaevi) umgewandelt. Am 8. Mai 1988 wurde die Kontrolle über das Gefängnis wieder dem Justizministerium übertragen. Besonders in den frühen 1980er Jahren (1980–1984), auch als „Periode der Barbarei“ (tr: vahşet dönemi) bezeichnet, waren die Insassen entsetzlichen Folterpraktiken ausgesetzt.
Das Typ-E-Gefängnis umfasste eine Kapazität von 744 Häftlingen. Das Typ-D-Gefängnis war ausschließlich für politische Gefangene angelegt und umfasste eine Kapazität von 688 Häftlingen. Während der 1980er Jahre waren zwischen 6000 und 15.000 Menschen inhaftiert.

## Geschichte
Im 19. Jahrhundert war das Gefängnis Diyarbakir im Osmanischen Reich bereits berüchtigt als Ort brutaler und gefürchteter Strafen für politische Gefangene und revoltierende Mitglieder der Balkan-Region.

### Die frühen 1980er Jahre
Nach dem Militärputsch in der Türkei 1980 kam es zu Tausenden von Festnahmen, Folterungen und Hinrichtungen. In den ersten vier Monaten wurden 30.000 Menschen festgenommen. In den Folgejahren erhielt Amnesty International mehrere tausend Vorwürfe über Folter und verzeichnete mehr als 100 Todesfälle infolge von Folter. Das Gefängnis von Diyarbakir wurde dabei zu einem Symbol dieser Periode.
Bekannte ehemalige Insassen, vor allem Kurden, sind der Parlamentsabgeordnete Ahmet Türk, der ehemalige Bürgermeister Diyarbakirs Mehdi Zana, die Schriftsteller Mehmed Uzun, Musa Anter und  Orhan Miroğlu, der Menschenrechtler Şerafettin Kaya, die stellvertretende Parteivorsitzende der Barış ve Demokrasi Partisi Gültan Kışanak, die PKK-Mitbegründerin Sakine Cansız, sowie Bedii Tan, der Vater von Ahmet Altan, welcher im Gefängnis infolge der Folter verstarb.

## Foltermethoden
Unter die gängigsten Foltermethoden gehörten: schwere systematische Prügel, Falaka, Pfahlhängen, Elektroschocks (spezielle Elektroden wurden an den Genitalien befestigt), Bastonade, sexuelle Folter durch rektale Penetrierung mit Knüppeln, Vergewaltigungen, das Erzwingen der Gefangenen, sich gegenseitig zu vergewaltigen, zu prügeln, zu erniedrigen, aufeinander zu urinieren, das Baden in den Fäkalien der Gefangenen (von den Wärtern als „Disco“ bezeichnet), das Verbot, in kurdischer Sprache zu kommunizieren, das Herausreißen der Haare, Ausziehen, Zwingen der Insassen, in Stresspositionen zu verharren oder lange Zeit zu stehen, Verbinden der Augen und Abspritzen mit Wasser, Isolationshaft, kontinuierliche ununterbrochene Einschüchterung und Beobachtung, Todesdrohungen, Asphyxie und Scheinhinrichtungen, der Befehl vor dem Deutschen Schäferhund des Gefängnisdirektor Yıldıran namens „Jo“ zu salutieren, die Abrichtung des Hundes, Genitale der Gefangenen zu beißen. Schlaf-, Nahrungs- und Wasserentzug für lange Zeiträume, Übungen unter extremen Temperaturen, das Quetschen, Abpressen und Strecken von Körperteilen und Genitialen, Stapeln von nackten Insassen übereinander, Verbrennen mit Zigaretten und Herausreißen von gesunden Nägeln und Zähnen.
Mehdi Zana, welcher elf Jahre im Gefängnis Diyarbakir verbracht hat, beschreibt in seinem Buch den „Empfang“ neuer Gefangener:

„Yıldıran hatte sein festes Zeremoniell bei der Einlieferung eines neuen Gefangenen und hieß ihn auf seine Art willkommen, indem er dem Feldwebel befahl: ‚Nimm den Mann hier und lass ihn baden. Dann bringe ihn in seine Zelle. Er ist mein Gast.‘ Das war der Code. Nahezu 20 Wärter begleiteten den Insassen. Erst bekam er eine Art Willkommens-Prügel, dann wurde er bewusstlos in das ‚Bad‘ gezogen, eine Badewanne gefüllt mit Fäkalien, in welcher der Insasse Stunden verharren musste. Der Geschäftsmann Selim Dindar bezeichnete die Zustände im Gefängnis mit den Worten: Vor unserer Verhaftung dachten wir, dass die Folter während des Verhörs stattfindet und die Zellen im Gefängnis sicher sind. Aber im Gefängnis von Diyarbakir sehnten wir uns nach den Folterkammern der Verhöre.“

Unter den zahlreichen Berichten von Insassen über Folter und Haftbedingungen finden sich nur wenige Berichte von weiblichen Gefangenen, welche in einem separaten Trakt untergebracht waren. Nuran Çamlı Maraşlı beschreibt die Zustände im Frauentrakt wie folgt: „Wir waren 75 Frauen in einer für 25 Insassen gedachten Abteilung. Als Frauen sind wir den Männern nicht gleichgestellt, aber im Kerker von Diyarbakir waren wir in Bezug auf die Folter, Isolation, militärischen Drill usw. den Männern gleichstellt. Über Jahre machten wir im Gefängnis das, was Soldaten in ihrer Baracke machen.“ Die Gefangene Yıldız Aktaş wurde im Alter von zwölf Jahren inhaftiert und gefoltert und war damit die jüngste Insassin des Gefängnisses.

## Todesfälle
Aus den Jahren 1981–1984 sind 34 Todesfälle bekannt, darunter 20 Todesfälle infolge von schwerer Folter, 5 Todesfälle infolge von Hungerstreiks, 5 Todesfälle infolge von Selbstverbrennungen und 4 Todesfälle infolge von Suizid durch Erhängen. Am 17. Mai 1982 überdeckten sich die vier Insassen Mahmut Zengin, Eşref Anyık, Ferhat Kurtay und Necmi Öner mit Zeitungspapier und Ölfarbe und verbrannten sich Schulter an Schulter stehend in ihrer Zelle mit den Rufen „Nieder mit der Folter! Schluß mit der Unterdrückung!“. Damit wurden sie wichtige Personen im kollektiven Gedächtnis der Kurden und werden von der PKK als Märtyrer verehrt. Auch Mazlum Doğan gehört dazu, er steckte am 21. März 1982, dem kurdischen Neujahrsfest Newroz, seine Zelle in Brand und erhängte sich anschließend aus Protest gegen die Haftzustände.
Unter den Todesfällen waren nicht nur Mitglieder der PKK. Kurden aus unterschiedlichen politischen Lagern, Menschenrechtler, Akademiker und Studenten wurden Opfer der Haftbedingungen und Folter. Unter ihnen Necmettin Büyükkaya, dessen politische Laufbahn in der Arbeiterpartei der Türkei (TİP) begann. 1969 wurde er Vorsitzender des Devrimci Doğu Kültür Ocakları und später trat er der Demokratischen Partei Kurdistans-Türkei (KDP-Bakur) bei. Remzi Aytürk war Mitglied in der kurdischen Partei Rizgarî (dt. Befreiung).  Yılmaz Demir wurde wegen seiner Mitgliedschaft in der Vorläufer-Bewegung der Sozialistischen Partei Kurdistans (PSK) inhaftiert. İsmail Kıran und Orhan Keskin waren Mitglieder der Devrimci Yol.
Von 1981 bis 1984 starben folgende Insassen:
| Vorname       | Name       | Todesdatum         | Todesursache                            |
| ------------- | ---------- | ------------------ | --------------------------------------- |
| Ali           | Erek       | 20. April 1981     | Hungerstreik                            |
| Abdurrahman   | Çeçen      | 27. April 1981     | Folter                                  |
| Ali           | Sarıbal    | 13. November 1981  | Folter                                  |
| İbiş          | Ural       | 27. Dezember 1981  | Folter                                  |
| Cemal         | Kılıç      | 23. Februar 1982   | Folter                                  |
| Önder         | Demirok    | 3. August 1982     | Folter                                  |
| Mazlum        | Doğan      | 21. März 1982      | Selbstmord aus Protest gegen die Folter |
| Kenan         | Çiftçi     | 21. April 1982     | Folter                                  |
| Mahmut        | Zengin     | 17. Mai 1982       | Selbstverbrennung                       |
| Eşref         | Anyık      | 17. Mai 1982       | Selbstverbrennung                       |
| Ferhat        | Kutay      | 17. Mai 1982       | Selbstverbrennung                       |
| Necmi         | Öner       | 17. Mai 1982       | Selbstverbrennung                       |
| Mehmet Ali    | Eraslan    | 9. Juni 1982       | zu Tode geprügelt                       |
| Bedii         | Tan        | 14. Juni 1982      | zu Tode geprügelt                       |
| Aziz          | Özbay      | 23. August 1982    | Folter                                  |
| Kemal         | Pir        | 7. September 1982  | Hungerstreik                            |
| Mehmet Hayri  | Durmuş     | 12. September 1982 | Hungerstreik                            |
| Akif          | Yılmaz     | 15. September 1982 | Hungerstreik                            |
| Ali           | Çiçek      | 17. September 1982 | Hungerstreik                            |
| Seyithan      | Sak        | 21. November 1982  | zu Tode geprügelt                       |
| Aziz          | Büyükertaç | 22. Dezember 1982  | Folter                                  |
| Ramazan       | Yayan      | 13. Januar 1983    | zu Tode geprügelt                       |
| Mehmet Emin   | Akpınar    | 25. Januar 1983    | zu Tode geprügelt                       |
| Medet         | Özbadem    | 20. Mai 1983       | zu Tode geprügelt                       |
| İsmet         | Kıran      | 1. November 1983   | Folter                                  |
| Necmettin     | Büyükkaya  | 23. Januar 1984    | zu Tode geprügelt                       |
| Remzi         | Aytürk     | 28. Januar 1984    | Selbstmord                              |
| Cemal         | Arat       | 2. März 1984       | Hungerstreik                            |
| Orhan         | Keskin     | 5. Mai 1984        | Hungerstreik                            |
| Halil Ibrahim | Baturalp   | 27. April 1984     | zu Tode geprügelt                       |
| Mehmet        | Kalkan     | 14. Juni 1987      | während des Verhörs verstorben          |
| Yılmaz        | Demir      | Januar 1984        | Selbstmord                              |
| Hüseyin       | Yüce       | Mai 1984           | zu Tode geprügelt                       |

### Das „Todesfasten“ 1982
Am 14. Juli 1982 verzichteten die PKK-Mitglieder Kemal Pir, Mehmet Hayri Durmuş, Ali Çiçek und Akif Yılmaz bei ihrer Gerichtsverhandlung auf jegliche Anträge. Hayri Durmuş erklärte: „Wir treten aus Protest gegen die Grausamkeiten im Gefängnis Nr. 5 ab sofort in einen Hungerstreik auf Leben und Tod.“ Dieses Datum wird seither von der PKK als „das  Todesfasten des 14. Juli“ oder als „der Widerstand des 14. Juli“ bezeichnet und jährlich gedacht. Zwischen dem 55. und 67. Tag des Hungerstreiks starben  Kemal Pir, Mehmet Hayri Durmuş, Akif Yilmaz und Ali Cicek. Auf die Zusage der Gefängnisverwaltung die Folterpraktiken einzustellen, wurde der Hungerstreik beendet. Der Sicherheitschef Yıldıran wurde anschließend ersetzt, dennoch wurden die Folterpraktiken fortgesetzt.

### Der Vorfall 1996
Am 24. September 1996 stürmten Spezialeinheiten, die Jandarma und die Gefängniswärter das Diyarbakir Gefängnis und töteten dabei 14 Insassen und verletzten 46 weitere. Die Gefangenen Erkan Hakan Perişan, Cemal Çam, Hakkı Tekin, Ahmet Çelik, Edip Direkçi, Mehmet Nimet Çakmak, Rıdvan Bulut, Mehmet Kadri Gümüş, Kadri Demir und Mehmet Aslan wurden getötet. Die Ursache für die Erstürmung ist nach unterschiedlichen Berichten unklar. Die türkischen Medien gaben überwiegend die offiziellen Pressemitteilungen der Behörden wieder. So berichteten einige Medien von einem Gefängnisaufstand, andere wiederum von einem Versuch der Insassen, die Frauenabteilung des Gefängnisses zu besuchen. Die Untersuchungskommission kam zu dem Schluss, dass "Teile der Regierung im Vorfeld über die Aktion Kenntnis hatten und an der Realisierung beteiligt waren".
Dr. Necdet İpekyüz, Sekretär der Medizinischen Gesellschaft Diyarbakir, fasste zusammen:

„Von den 33 Opfern waren 10 tot. Zehn der Verletzten wurden im Diyarbakir Krankenhaus behandelt und 13 weitere in das Gaziantep Krankenhaus verlegt. Alle Todesfälle waren die Folge von Kopfverletzungen. Am Tag des Vorfalls besuchten 2 Gefängniswärter das Krankenhaus um 10.00 Uhr morgens. Sie hatten sehr leichte Blutergüsse. Die diensthabenden Ärzte im Krankenhaus wussten nicht, aus welchem Grund die Wärter für solch leichte Verletzungen in das Krankenhaus geschickt wurden. Kurz vor der Attacke auf die Insassen bekam das Krankenhauspersonal einen Anruf vom Bezirksstaatsanwalt. Das Personal wurde angewiesen, sich auf eine große Zahl von verletzten Insassen vorzubereiten.“

### Ermittlungen zum Vorfall
Der Vorfall wurde von unterschiedlichen Gruppen und der Staatsanwaltschaft geprüft. Die parlamentarische Menschenrechtskommission gab in einer Stellungnahme bekannt, dass „30 Soldaten und 38 Polizisten, ihre Autorität überschritten hätten und damit Todesfälle verursachten.“ Der Staatsanwalt von Diyarbakir İbrahim Akbaş nahm Ermittlungen gegen 23 während der Attacke verwundeten Häftlinge wegen „Beschädigung von Staatseigentum und Aufruhr“ auf. Die Ermittlungen gegen die Soldaten und Polizisten stellte der Staatsanwalt mit der Entscheidung auf Straffreiheit gemäß dem Gesetz der Strafverfolgung von Beamten ein. Das Büro des Staatsanwaltes erklärte, dass „die Soldaten und Polizisten versuchten den Gefangenen Leiden zu ersparen.“
Die parlamentarische Menschenrechtskommission forderte vom Premierminister und Justizministerium die strafrechtliche Verfolgung der 29 Soldaten und 38 Polizisten mit der Begründung, dass einige Gefangene zu Tode geprügelt wurden. Dementsprechend wurden Ermittlungen gegen die Soldaten und Polizisten von der Diyarbakir Provinzbehörde aufgenommen. Im Januar 1997 wurde das Verfahren gegen 35 Polizisten und 30 Soldaten von der Diyarbakir Staatsanwaltschaft eröffnet.
Die Zahl der Angeklagten stieg auf 72, ein Urteil wurde jedoch bis 2006 nicht getroffen. Nachdem der Fall dem zweiten Diyarbakir Strafgerichtshof übertragen wurde, urteilte das Gericht in der 59. Anhörung im Februar 2006. Das Gericht verurteilte zu Anfang 62 Angeklagte zu 18 Jahren Haft für den Tod mehrere Insassen. Verschiedene Gründe führten zu einer nachträglichen Strafreduzierung zu 6 Jahren Haft. Die Anklage der verbliebenen 10 Beschuldigten wurde aufgrund von Verjährung fallen gelassen.
Das Urteil wurde vom Kassationshof der Türkei mit der Begründung aufgehoben, dass die Angeklagten eine Möglichkeit der Stellungnahme zu den geänderten Vorwürfen erhalten müssten. Am 30. September wurde der Fall vor dem Diyarbakir Strafgerichtshof wiederaufgerollt.

### Das Urteil des Europäischen Gerichtshofs für Menschenrechte
Am 20. Mai 2012 urteilte der Europäische Gerichtshof für Menschenrechte im Fall von Perisan und andere vs. Turkey (application no. 12336/03). Der Vorfall wird folgendermaßen beschrieben:
Die Antragsteller und die Regierung präsentierten unterschiedliche Versionen des Vorfalls. Dem Antragsteller zufolge kam es aufgrund der langen Wartezeit zur Besucherabteilung zum Streit zwischen zwei Gefangenen und dem leitenden Gefängniswärter. Mit Knüppeln und Schlagstöcken bewaffnete Polizisten und Jandarma prügelten daraufhin auf die Gefangen ein, bis zum Tod einiger Insassen. Der Regierung zufolge wurde am Morgen ein Gefängnisaufstand geprobt, in dem mit Metall-Gegenständen bewaffnete Gefangene die Wärter attackierten.
Der Vorfall hinterließ 33 verletzte Gefangene und 27 leicht verletzte Polizisten. Im Dezember 1996 wurden Ermittlungen gegen verschiedene Gefängnisangestellte sowie 65 Polizisten und Jandarma aufgenommen.
Das Urteil:
Der Regierungsversion, dass die Einheiten auf die Attacken von schwer bewaffneten Gefangenen antworteten, widersprachen die leichten Verletzungen der Wärter. Weiterhin wird die gegen Gefangene angewendete Gewalt, welche zum Tod von acht Gefangenen führte, als nicht „absolut notwendig“ nach Artikel 2 eingestuft. Damit wurde Artikel 2, in Bezug auf den Tod einiger Insassen, verletzt.

## Museumspläne und rechtliche Aufarbeitung
Nach der Verfassungsänderung der Republik Türkei im September 2010 haben hunderte Menschen Beschwerde beim lokalen Staatsanwalt eingereicht, um Klage gegen ihre Folterer zu erheben.
Im August 2009 wurden Pläne veröffentlicht, das Gefängnisgebäude in eine Schule umzufunktionieren. Die Idee wurde jedoch von kurdischen Aktivisten kritisiert, da sie in dem Gebäude ein Museum für Menschenrechtsverletzungen einrichten wollten. Trotz des Baus eines größeren Gefängnisses außerhalb der Stadt wurde noch keine Entscheidung über die Fortführung des gegenwärtigen Gefängnisses getroffen. Kurdische Aktivisten und Politiker sind der Ansicht, dass ihr Plan für die Errichtung eines Menschenrechtsmuseums, welches sie als „Museum der Schande“ bezeichnen, weitgehend von der Regierung ignoriert wird. Bis heute ist das Gefängnis Diyarbakir in Benutzung.

## Rezeption
- Mehdi Zana: Die Hölle Nr. 5 Tagebuch aus einem türkischen Gefängnis. Die Werkstatt, Göttingen 1997, ISBN 3-89533-209-7.
- Şerafettin Kaya: Diyarbakır – Erfahrung in einem türkischen Kerker. Verlag Edition CON, Bremen 1984, ISBN 3-88526-135-9.
- Orhan Miroğlu: Dijwar. Everest Verlag, Istanbul 2009, ISBN 978-975-289-616-1.
- 5 No'lu Cezaevi 1980–1984. (dt. Nr. 5 Gefängnis 1980–1984), 2009, Regie: Çayan Demirel (Dokumentation mit Zeugenaussagen zu den Haftzuständen, der Folter und den Morden im Gefängnis. Der türkische Parlamentsabgeordnete Ahmet Türk berichtet dort unter anderem von seiner Haftzeit.)

## Zitate
- „wenn ich an ihrer Stelle gewesen wäre, ich wäre auch in die Berge gegangen. Mehr als die Hälfte der ehemaligen Insassen ist in die Berge gegangen und die verbliebene Hälfte huldigt sie dafür.“[30] Bülent Arınç 2012